# Giovanni De Benedictis
Giovanni De Benedictis (né le 8 janvier 1968 à Pescara) est un athlète italien spécialiste de la marche athlétique.

## Biographie
Figurant parmi les meilleurs spécialistes du 20 et du 50 km marche de la fin des années 1980 au début des années 2000, Giovanni De Benedictis s'illustre lors de la saison 1992 en remportant le titre du 5 000 m marche des Championnats d'Europe en salle, puis en se classant troisième du 20 km lors des Jeux olympiques de Barcelone, derrière l'Espagnol Daniel Plaza et le Canadien Guillaume Leblanc. 
En 1993 à Stuttgart, il monte sur la deuxième marche du podium des Championnats du monde d'athlétisme où il s'incline face à l'Espagnol Valentin Massana.

## Records personnels
- 10 km : 39 min 42 s 50 (2000)
- 20 km : 1 h 20 min 29 s (1991)
- 50 km : 3 h 48 min 06 s (2002)